# Redcar and Cleveland
Das Borough of Redcar and Cleveland ist eine selbständige Verwaltungseinheit (Unitary Authority) an der Nordostküste Englands. Das zum Borough gehörige Gebiet war früher ein Teil der traditionellen Grafschaft Yorkshire. 1974 wurde es zu einem Distrikt der neugebildeten Grafschaft Cleveland und hieß Langbaurgh, nach einem der früheren Bezirke (wapentakes) von Yorkshire. Nachdem die Grafschaft Cleveland 1996 aufgelöst worden war, erhielt Redcar and Cleveland seinen jetzigen Namen und den Status einer Unitary Authority, die verwaltungstechnisch selbständig ist. Für zeremonielle Anlässe gehört Redcar and Cleveland zur Grafschaft North Yorkshire.
Zum Borough gehören die Orte Guisborough, Loftus, Redcar, Marske-by-the-Sea und Saltburn-by-the-Sea.
Redcar and Cleveland unterhält eine Städtepartnerschaft mit Troisdorf (Nordrhein-Westfalen).
2007 haben Archäologen bedeutende Ausgrabungen gemacht. Unter anderem das Gräberfeld von Street House mit dem Grab einer unbekannten Prinzessin aus vorchristlicher Zeit.

## Persönlichkeiten
- Danny Hart (* 1991), Mountainbiker und Weltmeister
- Chris Norman (* 1950), Musiker